# Joselândia
Joselândia är en kommun i Brasilien.   Den ligger i delstaten Maranhão, i den östra delen av landet, 1 200 km norr om huvudstaden Brasília. Antalet invånare är 15 437.
Omgivningarna runt Joselândia är huvudsakligen savann. Runt Joselândia är det glesbefolkat, med 20 invånare per kvadratkilometer.